# Un amour de bentô
Pour les articles homonymes, voir Bento (homonymie).
Un amour de bentô (初恋ランチボックス, Hatsukoi Lunch Box) est un manga écrit par SHIORI et dessiné par Nao Kodaka paru en 2010.

## Histoire
Saé est une jeune collégienne un peu gourmande. Un jour, pour aider une de ses amies à conquérir l’élu de son cœur, elle lui propose de l’aider à réaliser un bentô (boîte-déjeuner) pour lui. Quoi de plus romantique qu’offrir un petit repas fait maison ? Bien qu’elle ne soit pas bonne cuisinière, avec l’aide de Yûki, son camarade de classe et Shiori, la sœur de ce dernier qui va lui donner de nombreux conseils culinaires, Saé va aider ses copines à déclarer leur flamme aux garçons dont elles sont secrètement amoureuses en leur confectionnant des bentô surprenants et surtout remplis d’amour !
Découvrez les succulentes recettes des bentô de Saé, Yûki et Shiori dans un livret de recettes en couleur qui vous guidera pour réaliser vous-même les recettes présentes dans ce volume.

## Personnages
- Saé : l'héroïne un peu gourmande.
- Yûki : le camarade de classe dont Saé est amoureuse, qui a tout pour devenir un grand chef-cuisinier.
- Shiori : la grande sœur de Yûki, qui fait de délicieux plats, goûteux et savoureux.

## Manga
La publication de cette série débute au Japon dans le magazine mensuel Nakayoshi de la maison d’édition Kōdansha. Le premier tankōbon est publié en avril 2010 toujours par Kōdansha et se termine en décembre 2010 pour un total de trois tomes.
En France, la série paraît aux éditions Pika depuis février 2012.

### Liste des volumes et chapitres
| no | Japonais         | Japonais          | Français         | Français          |
| no | Date de sortie   | ISBN              | Date de sortie   | ISBN              |
| -- | ---------------- | ----------------- | ---------------- | ----------------- |
| 1  | 30 avril 2010    | 978-4-06-362159-4 | 1er février 2012 | 978-2-8116-0626-8 |
| 2  | 6 octobre 2010   | 978-4-06-364281-0 | 4 avril 2012     | 978-2-8116-0663-3 |
| 3  | 28 décembre 2010 | 978-4-06-364293-3 | 1er juin 2012    | 978-2-8116-0700-5 |